# Handisport
Ne doit pas être confondu avec Handicap sportif.
 (août 2021).

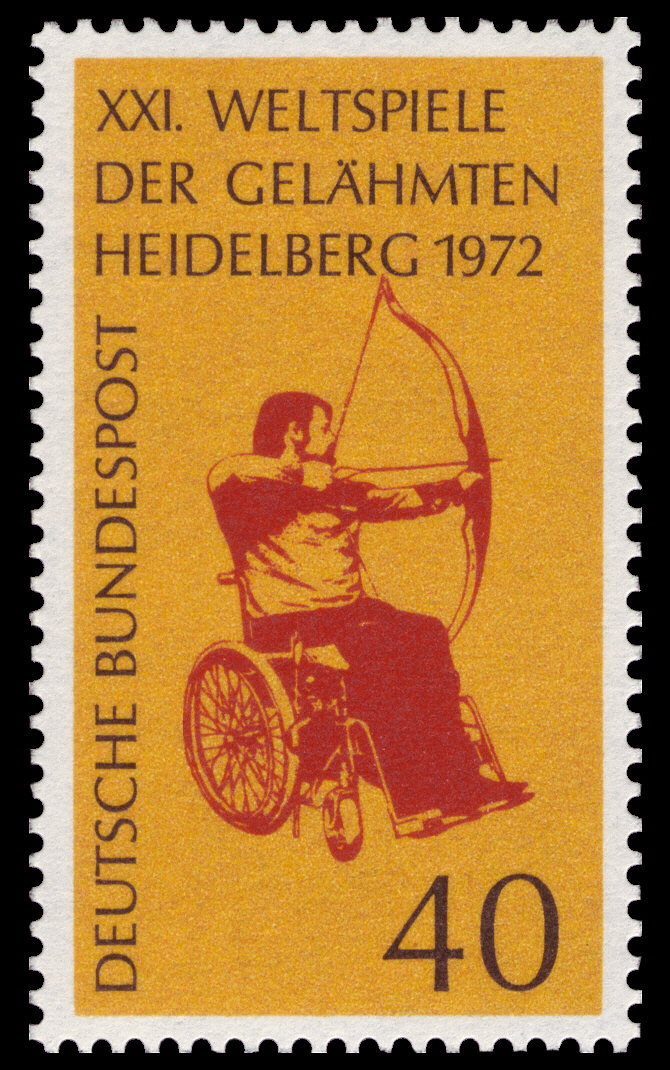
Timbre allemand commémorant les jeux paralympiques en 1972.

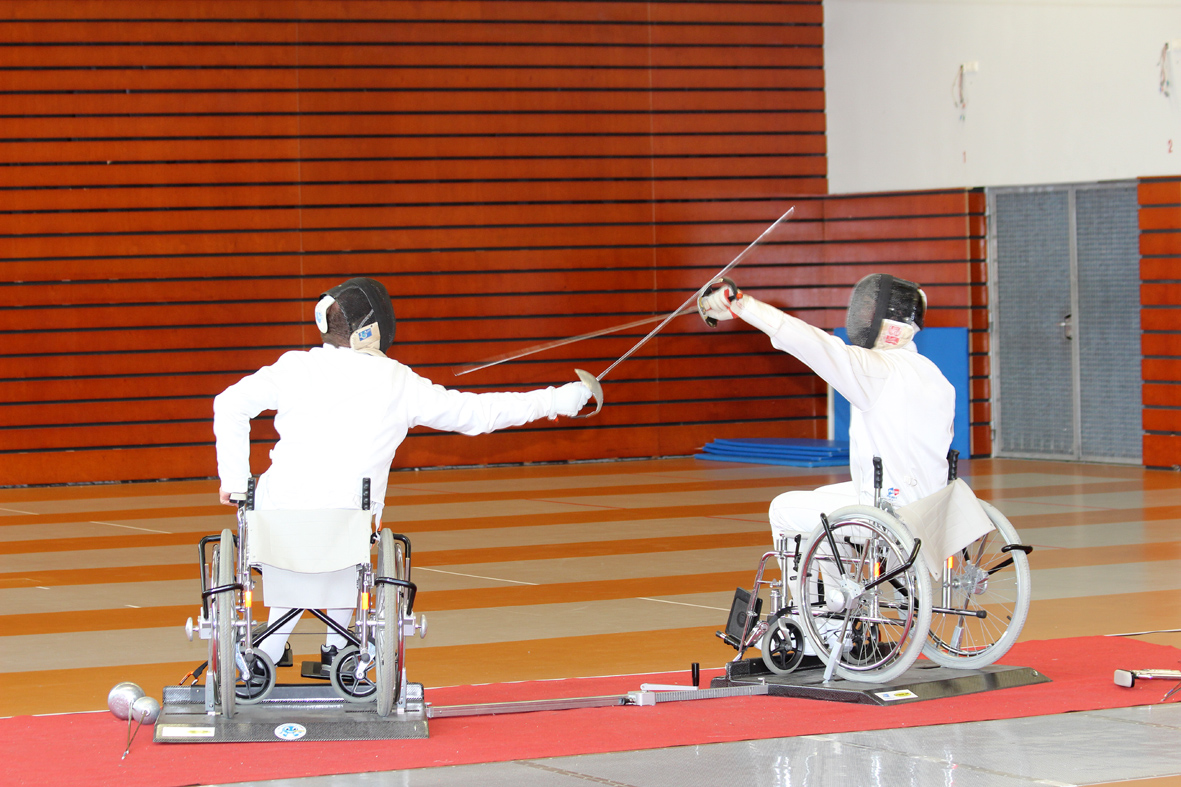
Handisport - Escrime

Un handisport est un sport dont les règles ont été aménagées pour qu'il puisse être pratiqué par des personnes ayant un handicap physique ou sensoriel. On nomme sport adapté les sports pratiqués par les personnes ayant un handicap psychique ou intellectuel. Beaucoup de ces sports sont basés sur des sports existants. Toutefois, certains sports ont été créés spécifiquement pour les personnes handicapées et n'ont pas d'équivalent en sport valide.

## Organisation et historique
Le sport organisé pour les personnes handicapées est souvent réparti en trois grandes catégories de handicaps : les déficiences sensorielles les déficiences physiques et les déficiences intellectuelles. Chaque groupe a sa propre histoire, ses organisations, ses compétitions et sa vision du sport.

### Sport pour sourds
La première compétition internationale de sport pour malentendants fut organisée à Paris en 1924, connu sous le nom de The Silent Games. Ces jeux furent organisés par le CISS (anciennement Comité International des Sports Silencieux, maintenant Comité international des sports des sourds) et ils ont réuni 145 athlètes en provenance de 9 pays européens.
Ces jeux mondiaux ont lieu tous les quatre ans depuis 1924 (sauf pendant la Seconde Guerre mondiale), et s'appellent maintenant les « deaflympics ». Les deaflympics 2005 à Melbourne (Australie) ont réuni 2300 athlètes de 75 pays. Le CISS maintient des jeux séparés pour les athlètes malentendants afin de tenir compte de leurs besoins spécifiques en communication et pour favoriser l'interaction sociale qui reste un élément essentiel du sport.

### Sport pour handicapés physiques

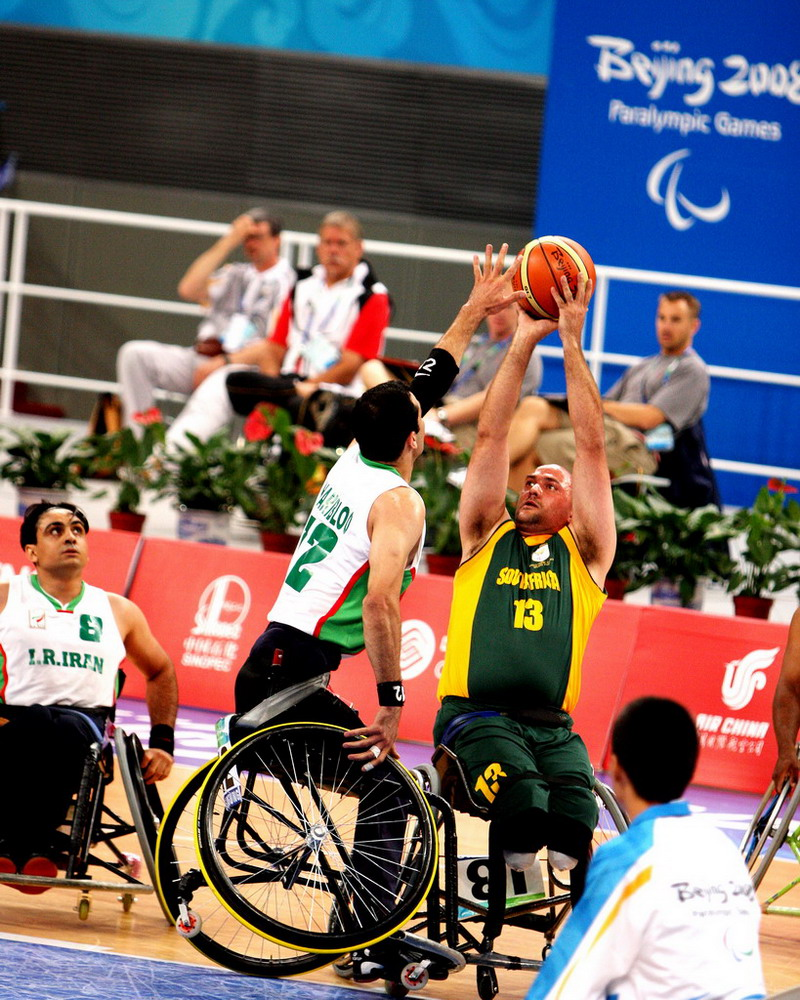
Jeux paralympiques d'été 2008, match entre l'Afrique du Sud et l'Iran

Les Jeux paralympiques et les Jeux olympiques spéciaux sont deux compétitions sportives majeures pour les athlètes handicapés. Les 9e jeux de Stoke-Mandeville ont lieu à Rome en 1960 une semaine après les Jeux olympiques d'été. Ils sont généralement considérés comme les premiers Jeux Paralympiques. Cependant, ce n'est qu'en 1988 que les Jeux paralympiques ont été organisés immédiatement après les Jeux Olympiques et dans la même ville.
Le handisport est devenu rapidement une activité de loisir puis de compétition.
En 1989, le Comité international paralympique regroupe toutes les structures de sport pour sportifs handicapés.
Aujourd'hui, certains handisports comme le basket-ball en fauteuil roulant peuvent être pratiqués par des personnes valides. Cette étape importante de l'intégration du handisport dans le sport valide n'est pas encore achevée.

### Sport pour déficients intellectuels
Le sport pour personnes handicapées mentales a commencé à être organisé dans les années 1960 par le mouvement Special Olympics. Ces compétitions ont commencé pendant des camps d'été organisés par Eunice Kennedy Shriver à partir de 1962. Les premiers Special Olympics internationaux ont eu lieu en 1968 à Chicago.
Une fédération internationale fut créée en 1986, la International Sports Federation for Persons with Intellectual Disability (INAS-FID), pour encourager et développer les sports de haut niveau avec des athlètes ayant un handicap mental. Cette fédération a une approche moins « sport pour tous » que celle prônée par les Special Olympics. En effet, l'INAS est dans une réelle logique de compétition, avec des critères d'éligibilités permettant d'attester la situation réelle de déficience intellectuelle.
En France, la fédération française du sport adapté (FFSA) est créée le 27 juin 1971.
Les Jeux olympiques spéciaux, réservés aux personnes ayant un handicap physique, sont reconnus par le CIO en 1988.
Les athlètes ayant un handicap adapté ont pu participer aux Jeux paralympiques jusqu'en 2000. Tous les déficients intellectuels ont été exclus des Jeux paralympiques après 2000, en raison d'une tricherie de l'équipe espagnole de basket-ball lors des Jeux paralympiques de Sydney. Cette équipe était composée de 10 joueurs sur 12 qui ne présentaient aucun retard mental. Les déficients mentaux ont été réintégrés pour les jeux de Londres 2012, grâce à un gros travail effectué par la FFSA et l'INAS-FID.
Il existe l'équivalent des jeux paralympiques pour les personnes déficientes intellectuelles : les Global Games. Ils ont eu lieu en 2004 en Suède, et en 2009 en République tchèque. Cette manifestation regroupe 2 000 sportifs dans les disciplines suivantes : athlétisme, natation, tennis de table, judo (en 2009), basket-ball et football.

## Les handisports
A priori, chaque sport peut être pratiqué par des personnes handicapées, à condition d'y apporter les aménagements nécessaires. La liste ci-dessous n'est donc pas exhaustive.

### Handisports d'été
- Athlétisme
- Aviron
- Boccia (sport ressemblant aux boules, pratiqué avec des balles en cuir par des sportifs handicapés moteurs)
- Basket-ball en fauteuil roulant
- Badminton sourds[5]
- Boxe
- Cheerleading
- Cyclisme
- Danse en fauteuil roulant
- Équitation
- Escrime en fauteuil roulant
- Escalade
- Foot fauteuil
- Football à 5 (pratiqué par des athlètes malvoyants ou non-voyants)
- Football à 7 (pratiqué par des athlètes handicapés moteur)
- Frame Running (reservé aux IMC)
- Goal-ball (sport de ballon pratiqué par des athlètes malvoyants ou non-voyants avec un ballon sonore)
- Golf
- Haltérophilie
- Judo (pratiqué par des athlètes malvoyants ou non-voyants)
- Karaté : handikaraté ou I-karate avec des épreuves de kata pour personnes en situation de handicap mental, visuel ou physique.
- Natation
- Paracanoë
- Paratriathlon
- Rafroball
- Rugby en fauteuil roulant
- Rugby à XIII
- Ski nautique
- Tennis en fauteuil roulant
- Tennis de table
- Tir à l'arc
- Tir sportif
- Ultimate Fauteuil (sport collectif se pratiquant avec un frisbee)
- Torball (sport de ballon pratiqué par des athlètes malvoyants ou non-voyants avec un ballon sonore)
- Voile
- Volley-ball assis (pratiqué par des athlètes handicapés moteur)

### Handisports d'hiver
- Ski alpin
- Ski nordique (ski de fond et biathlon)
- Hockey sur luge
- Curling
- Bobsleigh
- Luge
- Skeleton

## Handisport amateur
Le handisport, tout comme le sport pratiqué par les valides, a des bénéfices pour la santé et le développement personnel. Pour les personnes handicapées, c'est un moyen de reconnaissance par la société en montrant leur potentiel au lieu de leurs limites.

## Handisport de compétition

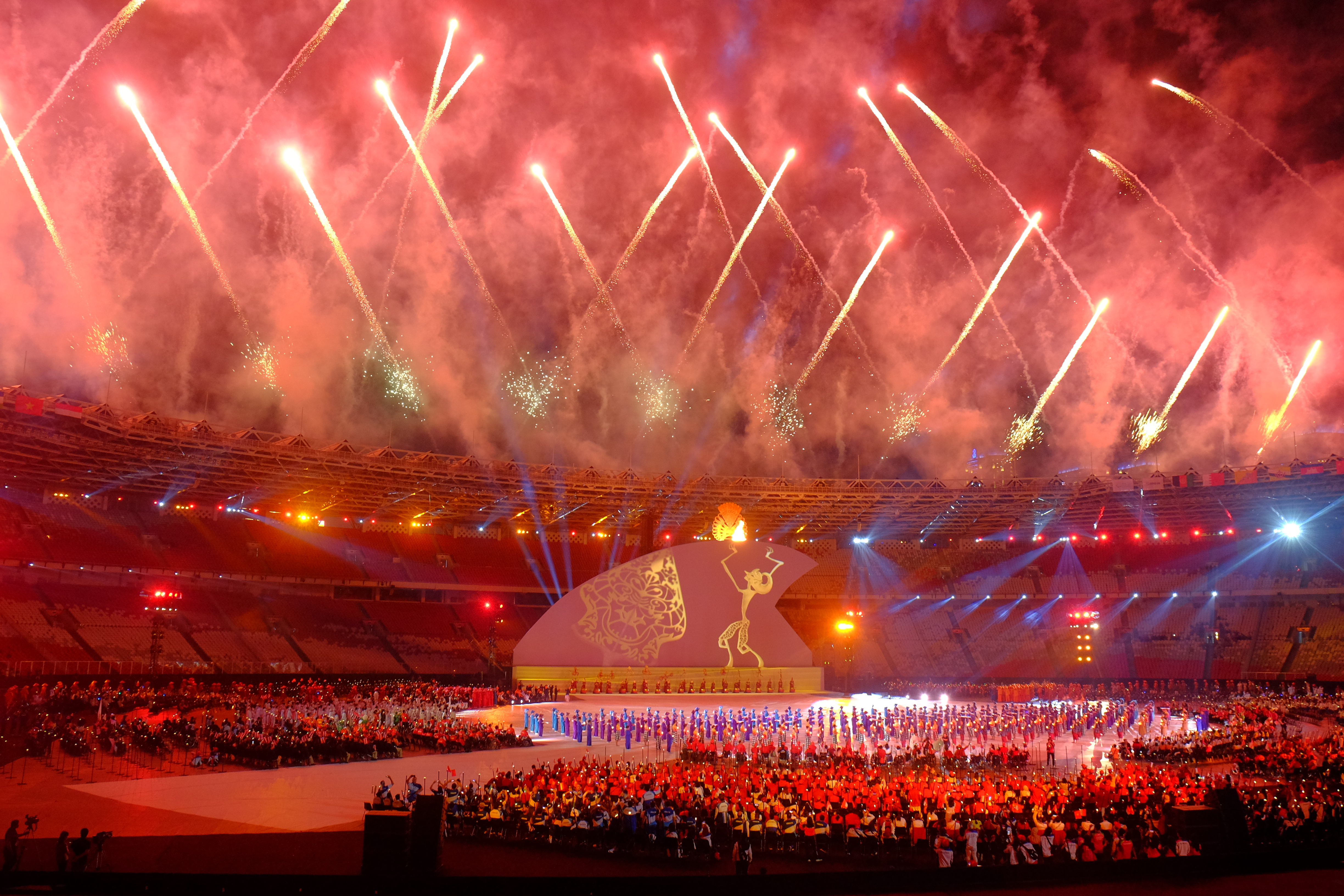
Cérémonie de clôture des jeux paraolympiques d'Asie 2018 au stade Gelora-Bung-Karno à Jakarta. Octobre 2018.

Les événements handisport sont très peu médiatisés, rendant presque impossible le fait de vivre d'une pratique handisport de haut niveau. Les handisportifs de haut niveau se heurtent également à des barrières supplémentaires pour la reconnaissance de leur pratique : en France, par exemple, seuls quelques sports paralympiques sont pris en compte pour l'accès au statut de sportif de haut niveau.
Lors des compétitions, les sportifs sont regroupés en catégories selon le type et la gravité de leur handicap. Le but est de faire concourir ensemble des athlètes ayant des aptitudes fonctionnelles comparables. Les catégories sont définies pour chaque sport. Elles sont généralement désignées par une lettre, qui peut être l’initiale du sport, et un nombre représentant la gravité du handicap (plus le chiffre est petit, plus le handicap est important). Par exemple, en natation, les handicapés moteur sont classés en 10 catégories, de S1 à S10 pour la nage libre, le dos et le papillon[réf. nécessaire]. La volatilité des catégories est également un problème, pouvant mettre terme à une carrière sportive si une catégorie est supprimée. Les femmes sont très minoritaires dans le handisport de haut niveau.
La volatilité des catégories peut mettre terme à une carrière sportive si une catégorie est supprimée. Les femmes sont très minoritaires dans le handisport de haut niveau.
Certains sportifs handicapés concourent dans des compétitions prévues pour les personnes valides, comme Natalie du Toit et Martin Hofbauer ; le sport unifié consiste à faire concourir en équipe des personnes valides et porteuses de différents handicaps.

## Enjeux de médiatisation et de reconnaissance
Les événements handisport sont très peu médiatisés, rendant presque impossible le fait de vivre d'une pratique handisport de haut niveau. Les handisportifs de haut niveau se heurtent également à des barrières supplémentaires pour la reconnaissance de leur pratique : en France, par exemple, seuls quelques sports paralympiques sont pris en compte pour l'accès au statut de sportif de haut niveau.

## Le handisport en France

### La France et les handisports
L'histoire du handisport en France commence en 1954 avec la création de l’Association des mutilés de France. Cette association deviendra la Fédération sportive des handicapés physiques de France, puis en 1977 la Fédération française handisport (FFH). En 1983, elle est reconnue d’utilité publique.
La Fédération française handisport compte plus de 35 000 pratiquants et près de 700 clubs dans 45 sports.
En France, c'est la FFSA (Fédération française du sport adapté) qui régit la pratique d'activités physiques et sportives pour les personnes ayant un handicap adaptés, et cela dans diverses divisions, permettant ainsi à chacun de s'exprimer selon ses capacités.

### La France et les Jeux paralympiques
La Fédération française handisport est membre du Comité international paralympique. La France a organisé une édition des Jeux paralympiques d’hiver en 1992 à Tignes et Albertville. Le tableau suivant présente la participation des sportifs français aux différentes éditions des Jeux paralympiques d'été.
| Année | Ville                       | Pays                   | Nombre d'athlètes | Nombre d'athlètes français | Rang de la France |
| ----- | --------------------------- | ---------------------- | ----------------- | -------------------------- | ----------------- |
| 2016  | Rio de Janeiro              | Brésil                 | ?                 | 126                        | 12e               |
| 2014  | Sotchi                      | Russie                 | ?                 | 15                         | 5e                |
| 2012  | Londres                     | Royaume-Uni            | 4200              | 154                        | 8e                |
| 2010  | Vancouver                   | Canada                 | 502               | 21                         | 10e               |
| 2008  | Beijing                     | Chine                  | 4011              | 120                        | 12e               |
| 2004  | Athènes                     | Grèce                  | 3969              | 215                        | 9e                |
| 2000  | Sydney                      | Australie              | 3843              | 223                        | 7e                |
| 1996  | Atlanta                     | États-Unis             | 3195              | 210                        | 6e                |
| 1992  | Barcelone                   | Espagne                | 3020              | 186                        | 4e                |
| 1988  | Séoul                       | Corée du Sud           | 3053              | 190                        | 4e                |
| 1984  | Stoke Mandeville + New York | Royaume-Uni États-Unis | 2102              | 115                        | 6e                |
| 1980  | Arnhem                      | Pays-Bas               | 1600              | 145                        | 8e                |
| 1976  | Toronto                     | Canada                 | 1600              | 82                         | 9e                |
| 1972  | Heidelberg                  | Allemagne              | 1000              | 90                         | 11e               |
| 1968  | Tel-Aviv                    | Israël                 | 750               | 73                         | X                 |
| 1964  | Tokyo                       | Japon                  | 390               | 28                         | X                 |
| 1960  | Rome                        | Italie                 | 400               | 40                         | X                 |
| 1952  | Stoke Mandeville            | Royaume-Uni            | 130               | 0                          | X                 |